# Roger Esteller
Roger Esteller Juyol. Baloncestista español, (nacido en Barcelona el 6 de julio de 1972). Apodado "El Tigre de Sants". Con una altura de 1,91 metros y 101 kg de peso, está considerado como uno de los mejores aleros españoles de los años 90. Destacó por su gran fortaleza física y rapidez de movimientos, tanto a la hora de penetrar en la zona como en los contraataques. También fue considerado un buen defensor y tirador. Pero, sobre todo, siempre se destacó de Esteller la gran intensidad, concentración, y espíritu de sacrificio con la que jugaba todos los partidos, lo que lo convirtió siempre en uno de los jugadores más idolatrados de las aficiones de los clubes donde militó.
Roger ya destacaba en categoría júnior donde fue nombrado MVP del torneo júnior de Hospitalet.
Vivió sus mejores momentos como baloncestista en el FC Barcelona en el que fue capitán y con el que consiguió 2 ligas ACB, dos Copas del Rey y una Copa Korac, entre otros títulos. Entre los años 2000 y 2002 militó en el conjunto francés del Pau Orthez, donde jugó a gran nivel. En esas dos temporadas ganó una Liga y una Copa francesa, y Esteller fue nombrado "MVP" de la Liga de Francia en la temporada 2001-2002.
Fue 37 veces internacional con la selección española de baloncesto, con la que consiguió la medalla de plata en el Eurobasket de París de 1999.
Fue entrenador del CB Sitges, donde ha ayudado a Edu Piñero a ascender al primer equipo a EBA.
Actualmente es el mánager de Novaelite Sports Performance Innovation Archivado el 21 de marzo de 2014 en Wayback Machine., centro integral de tratamiento de deportistas de élite y amateurs.

## Palmarés

### Títulos internacionales de Selección
- 1 Medalla de Plata en el Eurobasket de París 1999, con la Selección de baloncesto de España.

### Títulos internacionales de club
- 1 Copa Korac: 1998-1999, con el FC Barcelona.

### Títulos nacionales de club
- En España:

- 2 Ligas ACB: 1997,  y 1999,  con el FC Barcelona.
- 2 Copa del Rey de Baloncesto: 1991 (FC Barcelona) y 1996 (TDK Manresa).
- 1 Campeonato de España Júnior: 1991-1992, con el FC Barcelona.
- 1 Campeonato de España Juvenil: 1989-1990, con el FC Barcelona.
- 1 Campeonato de España Cadette: 1987-1988, con el FC Barcelona.

- En Francia:

- 1 Liga de baloncesto de Francia: 2001, con el ÉB Pau-Orthez.
- 1 Copa de Francia: 2002, con el ÉB Pau-Orthez.

### Consideraciones personales
- Mejor Jugador Comunitario de la Liga de Francia: 2000-01 y 2001-02.
- MVP del playoff final de la Liga de Francia: 2000-01.
- MVP de la Liga de Francia en la temporada 2001-02.